# Michele Bonelli
Carlo Michele Bonelli, Cardinal Alessandrino, O.P. (Bosco Marengo, 25 de noviembre de 1541 – Roma, 28 de marzo de 1598) fue un diplomático papal con una distinguida carrera de dos décadas iniciada en 1571.

## Biografía
Era hijo de Marco Bonelli, noble de Alessandria, en el Piamonte, y de Domenica Giberti, sobrina del papa Pío V. Era tío-abuelo de Carlo Cardinal Bonelli.
Ingresó en la predicante Orden Dominicana, tomando el nombre Michele, y profesó en el convento de Santa Maria sopra Minerva, Roma, en 1559. Estudió en el Colegio Germanico y fue profesor de teología en la Universidad de Perugia antes de ser llamado a Roma por su tío-abuelo, Pío V.
Fue nombrado cardenal en el consistorio de 6 de marzo de 1566, recibiendo el solideo rojo y el título de Santa María sobre Minerva, dos semanas después. Fue también gran prior de Roma de la Orden Soberana de Malta, desde junio de 1568.
En 3 de diciembre de 1568 pasó a ser Camarlengo, cargo que retuvo hasta 10 de mayo de 1570, cuando dimitió para que su tío lo pudiera vender al cardenal Luigi Cornaro por 70.000 escudos, para obtener fondos para la guerra contra los turcos. En recompensa le fue dada la abadía de San Michele de Chiusi.
Organizó la expansión urbana de Roma (la via Alessandrina se denomina así en su honor) con un nuevo barrio que contaría con los monasterios de San Basilio, de San Adriano y de San Cosme y Damián.
Su familia fue especialmente honrada durante el pontificado de Pío V; su hermano Girolamo, comandante de la Guardia Papal, fue hecho marqués de Cassano d’Adda (1572), y su hermano Michele, duque de Salci (1569), siendo ayudante de Manuel Filiberto, duque de Saboya (1573).
Usaba el título de "Cardinale Alessandrino" (en español, cardenal Alejandrino). Fue enviado como legado papal a los reyes de España y Portugal, en 18 de junio de 1571, con especial importancia por ostentar Michele el rango de cardenal-nepote, en compañía de Francisco de Borja, así mismo su legación se extendió al rey de Francia en 16 de noviembre de 1571.
Fue nombrado primer conde de Bosco Marengo el 29 de noviembre de 1597. Murió en Roma al año siguiente tras una breve enfermedad, y fue enterrado en la Basílica de Santa María sobre Minerva, donde se encuentra su tumba, que cuenta con la escultura alegórica de la Prudencia de Stefano Maderno.